# Andragoras

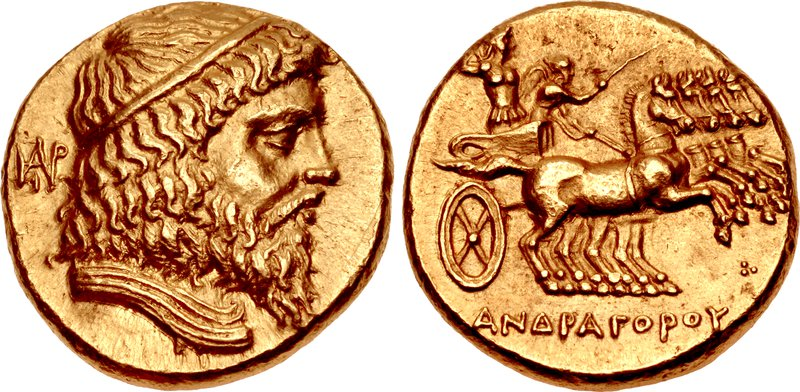
Moneta Andragorasa

Andragoras – satrapa Partii i Hyrkanii z ramienia Seleucydów w połowie III w. p.n.e.
Nie jest znana ani data urodzin, ani data objęcia satrapii przez Andragorasa. Grecka inskrypcja sprzed 266 p.n.e. wymienia Andragorasa jako człowieka niższej rangi, nie ma jednak pewności czy chodzi tutaj o tę samą osobę, chociaż imię to było w owym czasie rzadkie. Andragoras jest znany przede wszystkim ze swoich monet. Prawdopodobnie ok. r. 245 p.n.e. zbuntował się on przeciwko Antiochowi II, na co wskazuje bicie monet pod własnym imieniem, z drugiej jednak strony nie ma na nich żadnego tytułu, co sugerowałoby nominalne uznawanie zwierzchności Seleucydów, a nie pełne zerwanie. Ok. r. 238 p.n.e. jego państwo najechali Parnowie – jego dalsze losy nie są znane, prawdopodobnie jednak niedługo potem zginął.